# Songs of Leonard Cohen
| 전문가 평가                       | 전문가 평가 |
| 평가 점수                         | 평가 점수   |
| 출처                              | 점수        |
| --------------------------------- | ----------- |
| AllMusic                          | [ 4 ]       |
| The Encyclopedia of Popular Music | [ 5 ]       |
| Pitchfork                         | 9.6/10      |
| Q                                 | [ 7 ]       |
| Rolling Stone                     | [ 8 ]       |
| The Rolling Stone Album Guide     | [ 9 ]       |
| Uncut                             | [ 10 ]      |

《Songs of Leonard Cohen》은 캐나다의 포크 싱어송라이터 레너드 코언의 데뷔 음반으로, 1967년 12월 27일 컬럼비아 레코드에서 발매되었다. 미국에서 유럽에서보다 덜 성공한 《Songs of Leonard Cohen》은 코언이 달성하고자 하는 일종의 차트 성공을 예고했다. 이 곡은 빌보드 200에서 83위에 올랐고, 1989년 미국에서 슬리퍼 히트로 골드 인증을 쌓았다. 이 음반은 거의 1년 반 동안 영국 음반 차트에서 13위로 정점을 찍었다.

## 배경
코언은 시인이자 소설가로서 비평가들로부터 긍정적인 관심을 받았지만 10대 때 벅스킨 보이즈라는 컨트리 밴드와 서부 밴드에서 기타를 연주하는 등 음악에 대한 깊은 관심을 유지해왔다. 1966년, 코언은 컨트리 송라이터가 되기를 희망했던 내슈빌을 향해 출발했지만, 대신 뉴욕의 포크 씬에 휘말렸다. 1966년 11월, 주디 콜린스는 그녀의 음반 《In My Life》로 〈Suzanne〉을 녹음했고 코언은 곧 음반 프로듀서 존 해먼드의 주목을 받게 되었다. 해먼드는 (컬럼비아 레코드와의 계약을 처음 체결한) 음반을 제작하기로 되어 있었지만, 그는 병이 나서 프로듀서 존 사이먼으로 대체되었다.

## 커버 아트
음반의 뒷면 커버에는 화염에 싸인 사슬에서 벗어나 천국을 바라보는 한 여성의 모습이 그려져 있는 아니마 솔라의 멕시코 종교 사진이 있다. 《롤링 스톤》 인터뷰에서 코언은 이 이미지를 "물질에 대한 영혼의 승리입니다. 그 영혼은 쇠사슬과 불길과 감옥을 탈출하는 아름다운 여인이에요."라고 표현했다. 코언은 1965년 호텔 첼시 근처의 보타니카에서 이 사진을 발견했다.  이 음반의 앞면 커버에는 기계에게 인정받은 코언의 세피아 틴트 사진이 그려져 있다.

## 발매
《Songs of Leonard Cohen》은 1989년에 CD로 발매되었고, 디지팩 에디션은 2003년에 일부 유럽 국가에서 발매되었다. 보너스 트랙인 〈Store Room〉과 〈Blessed is the Memory〉가 수록된 리마스터드 버전이 2007년 4월 24일 미국에서, 그리고 2007년 6월 20일 일본에서 발매되었다. 일본 버전은 가사 카드가 삽입된 오리지널 음반 커버의 한정판 복제품이었다. 2009년, 이 음반(2007년 보너스 트랙 포함)은 네덜란드의 소니 뮤직이 발매한 8CD 박스 세트인 《Hallelujah - The Essential Leonard Cohen Album Collection》에 수록되었다.

## 곡 목록
모든 곡들은 레너드 코언에 의해 작사/작곡하였다.
| #  | 제목                  | 재생 시간 |
| -- | --------------------- | --------- |
| 1. | 〈Suzanne〉           | 3:48      |
| 2. | 〈Master Song〉       | 5:55      |
| 3. | 〈Winter Lady〉       | 2:15      |
| 4. | 〈The Stranger Song〉 | 5:00      |
| 5. | 〈Sisters of Mercy〉  | 3:32      |

| #  | 제목                                  | 재생 시간 |
| -- | ------------------------------------- | --------- |
| 1. | 〈So Long, Marianne〉                 | 5:38      |
| 2. | 〈Hey, That's No Way to Say Goodbye〉 | 2:55      |
| 3. | 〈Stories of the Street〉             | 4:35      |
| 4. | 〈Teachers〉                          | 3:01      |
| 5. | 〈One of Us Cannot Be Wrong〉         | 4:23      |

| #  | 제목                      | 재생 시간 |
| -- | ------------------------- | --------- |
| 1. | 〈Store Room〉            | 5:06      |
| 2. | 〈Blessed Is the Memory〉 | 3:03      |

## 인증
| 국가                                                  | 인증     | 판매량/출하량 |
| ----------------------------------------------------- | -------- | ------------- |
| 오스트레일리아 (ARIA)                                 | 플래티넘 | 70,000^       |
| 캐나다 (뮤직 캐나다)                                  | 골드     | 50,000^       |
| 프랑스 (SNEP)                                         | 골드     | 100,000*      |
| 독일 (BVMI)                                           | 골드     | 250,000^      |
| 스위스 (IFPI 스위스)                                  | 골드     | 25,000^       |
| 영국 (BPI)                                            | 골드     | 100,000^      |
| *판매량을 기반으로 한 인증 ^출하량을 기반으로 한 인증 |          |               |